# Rhyssemus keisseri
Rhyssemus keisseri är en skalbaggsart som beskrevs av Bénard 1910. Rhyssemus keisseri ingår i släktet Rhyssemus och familjen Aphodiidae. Inga underarter finns listade i Catalogue of Life.